# Automutilation
Cet article concerne l'automutilation infligée lors d'un trouble mental. Pour l'automutilation physique durant les guerres, voir Modification corporelle et algolagnie.
Pour l'automutilation et la simulation en vue de l'inaptitude au service militaire, voir Réfractaire à l'armée#Automutilation, simulation, fraude et subterfuges en vue de l'exemption ou de la réforme et mutilation volontaire.
Vous n'êtes pas seul(e). Si vous avez des pensées suicidaires, il existe dans chaque pays des associations ou organismes d'écoute et d'aide, que vous pouvez contacter par téléphone (généralement 24 heures sur 24, 7 jours sur 7, de manière anonyme). En France : 3114 ; en Belgique : 0800 32 123 ; en Suisse : 143 ; au Québec : 1-866-APPELLE (1-866-277-3553). En cas d'urgence absolue, contactez par téléphone les services de secours (police, pompiers…) de votre pays.
 Mise en garde médicale
L'automutilation ou comportement auto-lésionnel, ou Lésion auto-infligée non suicidaire (NSSI pour les anglophones) est un comportement auto-dommageable caractérisé par des blessures « délibérées, auto-infligées sur des surfaces corporelles, sans intention suicidaire » selon le DSM V, mais d'autres retiennent aussi certains cas d'intentions suicidaires. La scarification est une pratique ancienne et répandue dans le monde, qui a été utilisée dans différents contextes culturels et sociaux, mais elle était généralement appliquée par autrui et dans un cadre rituel ; quand elle est répétitive et autoinfligée, c'est un indice de souffrance, souvent associé à d'autres indices de trouble de la santé psychique. Ce terme était retenu dans le manuel diagnostique et statistique des troubles mentaux (DSM-IV-TR) comme symptôme du trouble de la personnalité borderline ; Le DSM-5 (Manuel diagnostique et statistique des troubles mentaux, cinquième édition) classe l'automutilation dans les troubles de contrôle des impulsions non spécifié, sans la considérer comme un trouble mental autonome, mais plutôt comme un symptôme associé à d'autres troubles tels que la dépression ou les troubles du comportement alimentaire, la personnalité borderline et l'anxiété. Sa forme la plus courante est la coupure auto-infligée (scarification), mais la définition inclut généralement aussi les coups, les brûlures (de cigarette notamment), les griffures, morsures, et autres atteintes corporelles infligées à soi-même. L'automutilation, phénomène en augmentation, et concerne 3 à 5 % de la population en Europe et aux États-Unis.
L'automutilation est aussi observée chez les mammifères (primates notamment) et les oiseaux en souffrance ou en captivité,,.
Les traitements concernent idéalement les causes plutôt que le comportement seul. Si l'automutilation est associée à la dépression, les antidépresseurs et autres médicaments peuvent être efficaces, ainsi qu'un accompagnement psychologique. D'autres approches consistent à occuper le patient grâce à d'autres activités, ou à remplacer l'automutilation par des comportements moins risqués et socialement plus acceptables. En 2015, aucun traitement n'a prouvé une efficacité à long terme, mais la thérapie cognitive semble réduire le risque de récidive ou les intervalles entre deux récidive.

## Définitions
La scarification et l'automutilation ne doivent pas être confondues avec les blessures non intentionnelles que s'infligent le bébé et le jeune enfant à la suite de leur mauvaise coordination motrice (Shentoub et al., 1961) qui disparaitra avec l'âge, sauf en cas de handicapé moteur interdisant la maitrise des mouvements. L'automutilation volontaire apparait, elle, le plus souvent à l'adolescence, avec des causes et fonctions diverses ; allant de l'autopunition à une action visant à supprimer une autre état psychique vécu comme insupportable (ex : douleur morale, physique ou mentale). Elle inquiète alors l'entourage, surtout si elle met la vie de la personne en danger. La dégradation cutanée (scarifications, typiquement) est la plus fréquente, mais il peut s'agir (sans s'y limiter) de brûlures, abrasions, griffures, grattement au sang, cognement de certaines parties du corps, réouverture d'anciennes plaies cutanées, arrachage de cheveux (trichotillomanie) et ingestion de substances ou objets toxiques,. De même, les comportements associés à un abus substantiel et aux troubles des conduites alimentaires ne sont généralement pas considérés comme automutilation car les dommages infligés à l'organisme ne sont pas directement intentionnels.
Du strict point de vue étymologique, l'usage du mot « automutilation »  est discutable pour les scarifications auto-infligées, car le latin mutilare renvoie à la section irréversible d'un membre ou d'un organe (exemple : se crever un œil ou se couper un doigt), mais il a largement été adopté pour décrire des comportements à la gravité et à la finalité variables, certains impliquant une mutilation irréversible et d'autres une lésion corporelle ne persistant quelques dizaines de minutes. Dans tous les cas, les blessures sont infligées par la personne elle-même (sans l'intervention d'un tiers). 
Dans le domaine de la santé mentale, on ne parle pas d'automutilation si l'individu se blesse dans un but sexuel (masochisme), social (rituels d'acceptation dans certaines sociétés, mode), religieux spirituel créatives (Body Art) ou socio-esthétique (cf. pratiques sociales, en augmentation dans les sociétés occidentales, telles que le tatouage et le piercing ou la chirurgie esthétique). L'automutilation est citée par le manuel diagnostique et statistique des troubles mentaux (DSM-IV) comme symptôme du trouble de la personnalité borderline. Mais d'autres patients diagnostiqués peuvent s'auto-mutiler, dont ceux atteints de dépression, de troubles anxieux, d'addiction substantielle, de troubles des conduites alimentaires, de trouble de stress post-traumatique, de schizophrénie et autres troubles de la personnalité et certaines formes du trouble du spectre autistique. 

### Automutilationversussuicide
L'automutilation n'est pas un comportement suicidaire, même si une blessure auto-infligée peut s'infecter ou parfois être assez grave pour menacer la vie de l'individu. Elle peut néanmoins être un signe d'un stress émotionnel intense, de dépression, ou d'autres troubles psychologiques susceptibles d'augmenter le risque de suicide. Les individus qui s'automutilent sont aussi perçus comme étant suicidaires, ce qui est, pour la majeure partie des cas, inexact. Par exemple, selon les NHS, au royaume uni, du milieu des années 1980 à la fin des années 1990, alors que l'incidente du suicide diminuait, l'incidence de l'automutilation ne cessait pas d’augmenter (jusqu'à une hausse de 400 cas par an pour 100 000) l’une des plus fort taux en Europe). Statistiquement, le risque de mort ou de suicide augmente néanmoins chez les individus s'infligeant des blessures « graves », (au Royaume-Uni en 2023, 40 à 60 % en meurent). Le risque de suicide et de blessures plus grave augmente chez les personnes âgées se mutilant. 
Des études, encore en cours, à répéter, améliorer ou à compléter, laissent penser que l’incidence/fréquence/gravité de l’automutilation au cours de la vie, est prédictive d'un risque et d'une fréquence accrus d'un passage à l'acte de tentative de suicide au cours de la vie. Ceci est étudié via trois facteurs d'habituation : 1) la tolérance à la douleur, 2) la réduction de la peur de la mort et 3) la répétition mentale du suicide.

### Signes et symptômes
Quatre-vingts pour cent (80 %) des cas d'automutilation impliquent des objets coupants et vise à couper ou arracher la peau,,. Cependant, le nombre de méthodes n'est limité que par l'imagination de l'individu et sa détermination à se blesser. Cela inclut, sans s'y limiter : les brûlures, l'auto-empoisonnement, l'alcoolisme, la pénétration d'objets et autres types d'auto-mutilation liés à l'anorexie et la boulimie,. Les parties du corps les plus atteintes sont principalement cachées et dissimulées aux yeux des autres. L'automutilation concerne le corps physique, mais peut également traduire la sévérité de la détresse émotionnelle ressentie par la personne. 
Aucun critère diagnostique n'est défini dans le DSM-IV-TR et ou le CIM-10, mais une proposition a été effectuée en 2010 pour inclure « Automutilation non-suicidaire » en tant que diagnostic distinct dans la cinquième édition du manuel diagnostique et statistique des troubles mentaux (DSM-5). Le DSM5 précise que pour être défini comme NSSI, les comportements auto-lésionnels doivent répondre à certains critères (tels que se produire au moins cinq fois au cours d'une année, être motivés par un soulagement émotionnel ou une régulation affective, et ne pas être liés à une tentative de suicide).

## Causes
Selon l'anthropologue (et psychanalyste) Françoise Héritier, l'automutilation n'est pas une simple survivance, déphasée, de moyens par lesquels le sujet s'est antérieurement approprié son corps, elle peut être une tentative de reprise de contrôle, une manière de conjurer l'angoisse, de se sentir exister.

### Motivations variées
L'automutilation peut avoir différentes fonctions, comme aider à supporter l'anxiété, la dépression, le stress intense, un manque affectif ou une profonde remise en question de soi. 
Elle est souvent associée à des traumatismes et abus, soit violence psychologique, agression sexuelle, toxicomanie, trouble des conduites alimentaires ou autres traits mentaux tels que l'estime de soi ou le perfectionnisme. Elle est notamment répandue chez les adolescents et jeunes adultes, et apparaît habituellement entre 12 et 24 ans,. Cependant, elle peut survenir à tout âge même durant la vieillesse.

### Troubles mentaux
Toutes les personnes s'automutilant ne souffrent pas d'un trouble mental reconnu, mais certains troubles mentaux exposent à un risque hautement accru d'automutilation. 
Ces principaux troubles incluent le stress post-traumatique, le trouble de la personnalité borderline, le trouble bipolaire, la dépression, la phobie, et les troubles des conduites. La schizophrénie peut également conduire à l'automutilation. Les personnes schizophrènes ont un plus haut risque de suicide, particulièrement les jeunes patients, qui peut aggraver leur état psychologique déjà instable. Un abus de substances est également un facteur de risque élevé.

### Facteurs psychologiques ou neurodéveloppementaux
- un état dissociatif et/ou de dépersonnalisation peut favoriser l'automutilation[33] ;

- La dysrégulation émotionnelle entraine souvent un comportement compensateur d'automutilation[34],[35],[36],[37],

- Un environnement dans lequel les parents privent leurs enfants de leurs émotions, telles que l'expression de la tristesse ou de la douleur, peut contribuer à une difficulté d'exprimer certaines émotions et s'exposent à des risques élevés d'auto-mutilation[38] ; Une étude américaine faite auprès de 11 814 enfants et préadolescents de 9 à 10 ans (47,8 % de filles ; 52,0 % de Blancs) a conclu qu'un conflit familial intense et une faible surveillance parentale augmentent le risque de suicidalité et d'automutilation chez les enfants[39].

- Tout type d'abus sexuel, de violence sexuelle ou de traumatisme important dans l'enfance et/ou l'adolescence (voir maltraitance sur mineur) est un facteur de risque d'automutilation, incluant le deuil et certains troubles des relations parentales ou avec un partenaire[40]. Des facteurs contextuels tels que la guerre, la pauvreté et le chômage peuvent aussi contribuer[41] ;

- Les personnes LGBT sont plus à risque d'automutilation[42]. Une enquête (2013) auprès de 77 758 élèves de 9e et de 11e année du Minnesota montrait qu'environ 3 % de ces élèves s'étaient identifiés comme bisexuels ou s’interrogeant sur leur orientation sexuelle, et un peu moins de 1 % s'étaient déclarés gays ou lesbiennes[43]. Dans ces minorités, les jeunes bisexuels, étaient significativement plus susceptibles que les jeunes hétérosexuels de déclarer des automutilations répétitives et des tendances suicidaires[43]. 
Chez les enfants et préadolescents, le fait d'avoir une orientation sexuelle minoritaire, selon une étude basée sur un vaste échantillon d’enfants américains de 9 à 10 ans, expose à un risque accru d'automutilation (et d'idées suicidaires et de tentatives de suicide) . Les auteurs de l'étude invitent donc à mieux inclure ces jeunes dans les programmes de prévention[44]. Globalement, le fait de pouvoir compter sur l'aide et la bienveillance des parents, d'un enseignant, d'amis et d’autres adultes non parentaux, ainsi qu'un contexte de sécurité à l’école s'avérait protéger ces enfants du risque d'automutilations répétitives (mais aussi d'idées suicidaires et de tentative de suicide) grâce à des effets modérateurs de contextes familiaux propices aux dépression, anxiété, intimidation et victimisation avec violence[43]. 
Le risque persiste chez les grands adolescents selon une autre étude[45]irlandaise, publiée en 2016. Et les adultes lesbiennes, gais, bisexuels et hétérosexuels ne sont pas épargnés (selon une étude nationale australienne (2016), ils sont dans ce pays parmi les plus à risque d'automutilation, mais aussi de suicide[46].

- L'autisme se caractérise notamment par un déficit persistant dans la communication et l’interaction sociales, et par des comportements restreints et répétitifs. L’automutilation est fréquente dans tout le spectre de l’autisme : il est estimé que 30 % des individus atteints de troubles du spectre autistique engagent une automutilation à un certain point (allant de griffures, morsures aux mains et blessures à la tête en passant par les scarifications[47],[48],[49]. Chantal Lheureux-David[note 1] (2022) rappelle que la perception de la  douleur (physique ou psychique) est souvent modifiée[50] chez les personnes autistes. Face à des difficultés à filtrer les stimuli, en contexte de sur-stimulation ou de sous-stimulation, l'automutilation aide certaines personnes autistes à se ressentir, se représenter et à apaiser un état de saturation émotionnelle ou sensorielle[51]. 
La dysrégulation émotionnelle, l'alexithymie (difficulté à reconnaître les états émotionnels propres et à utiliser des stratégies adaptées pour les réguler, un état statistiquement associé à un risque accru d'automutilation)[52] et d'autres particularités sensorielles associées à la dyade autistique pourraient expliquer la probabilité fortement accrue (triplement du risque selon une méta-analyse de 31 études publiée en 2021) de l'automutilation et d'idées suicidaires chez la personne autiste (enfant et plus encore adulte). Ce risque fortement accru est observé « dans toutes les régions géographiques et indépendamment des plans, des méthodes et des contextes d’étude »[53]. Les personnes autistes déficience intellectuelle présentent souvent l'automutilation comme un comportement positif ou neutre, mais selon Moseley et al. (2020), un questionnaire auto-administré, rempli par 103 personnes diagnostiquées autistes sans déficience intellectuelle, a montré que pour chaque augmentation de 1 point du score à la question du suicide, il y avait une probabilité accrue de 2,2 fois d’automutilation (un lien préoccupant et à mieux comprendre selon les auteurs)[54]. La portée, la fréquence, l'intensité, l’occurrence et les fonctions de l’automutilation chez les personnes autistes avec déficience intellectuelle sont moins bien comprises[55]. À partir d'enquêtes faites auprès d'autistes sans déficience intellectuelle, Moseley et ses collègues, en 2019, ont estimé que l'automutilation vise d'abord à réguler des états affectifs de faible énergie (dépression, dissociation), et moindrement à réguler des états de haute énergie (colère, anxiété)[55]. Et l'alexithymie est un prédicteur significatif de l'utilisation de l'automutilation utilisée comme moyen de communiquer la détresse aux autres et de réguler de la colère et/ou de l'anxiété[55]. La dépression, l’anxiété et la sensibilité sensorielle modulent l'automutilation, et les particularités sensorielles sont de prédicteurs de la gamme de zones corporelles ciblées, de l’incidence au cours de la vie et la fréquence des automutilations[55].

### Substances et alcool
Les dépendances à l'alcool et à une variété de drogues, illicites ou non, peuvent contribuer à l'automutilation ou à certains médicaments comme les benzodiazépines est associée au comportement d'automutilation chez les jeunes individus. 
L'alcool est un facteur à haut risque. Une étude, dans des hôpitaux d'Irlande du Nord, a montré que l'alcool est à l'origine de 63,8 % d'automutilation chez les patients. Selon une étude (2009) faite en Norvège et en Angleterre, le cannabis n'est généralement pas un facteur d'automutilation chez le jeune adolescent.

## Physiopathologie
L'auto-mutilation n'est pas un comportement suicidaire, bien que la plupart des dégâts causés au corps peuvent être un danger mortel.
Les motivations varient et remplissent un nombre de fonctions. L'automutilation est souvent une réponse à une souffrance émotionnelle profonde et écrasante, en tant que mécanisme de survie permettant soulager temporairement d'intenses émotions telles que l'anxiété, la dépression, le stress (post-traumatique y compris) et le sentiment d'échec/de déception. L'automutilation fait souvent suite à de mauvais traitements émotionnels,. L'automutilation permettrait à l'individu de contrôler sa propre douleur, en contraste à la douleur morale sur laquelle il n'a que peu de prise.
Une étude de l'Office for National Statistics (ONS) britannique rapporte seulement deux motivations : le « besoin d'attention » et la « cause de la colère ». Certains individus appelleraient ainsi, indirectement, leur entourage à les écouter, d'un certain point de vue en le manipulant émotionnellement,, mais d'autres se mutilent de manière répétitive, et toujours en cachant leurs cicatrices,.
L'automutilation est pour certaines personnes un moyen alternatif de ressentir « quelque chose », même si la sensation en est désagréable et douloureuse. Ceux qui s'automutilent décrivent quelquefois un sentiment de vide ou un manque d'émotions positives (anhédonie) soulagé pour un temps par la douleur physique. En tant que mécanisme de survie, l'automutilation peut devenir addictive car pour la personne elle atteint son but : se libérer d'un stress intense. Face au stress post-traumatique, certaines personnes utilisent l'automutilation pour arrêter des flashbacks ou se reconnecter au présent/réel lors de ces derniers.

## Épidémiologie, et pronostic

Nombre d'individus souffrant d'auto-mutilation sur 100000 habitants en 2004.
Aucune donnée
Moins de 80
80–160
160–240
240–320
320–400
400–480
480–560
560–640
640–720
720–800
800–850
Plus de 850

L'automutilation chez l'enfant est un phénomène rare, mais qui augmente depuis les années 1980. Il est le plus commun à l'adolescence et chez le jeune adulte (qui - selon Soomro et Kakhi, 2015 -  en Europe et aux Etats-Unis sont plus susceptibles de répéter des actes d’automutilation non mortels, alors que les 'plus de 45 ans' sont plus susceptibles de mourir par suicide, surtout si l’automutilation précédente impliquait une méthode violente).
Selon Kerr et al. (2010), aux États-Unis environ 4 % des adultes s'automutilent parfois, et environ 1 % de manière chronique.
La prévalence de l’automutilation délibérée au cours de la vie augmente en Europe comme aux États-Unis ; elle concerne 3 à 5 % de la population (principalement des femmes et de jeunes adultes, plutôt isolés et/ou socialement démunis, et/ou autistes, atteints de troubles psychiatriques ou de la personnalité). Environ un quart des gens s'étant automutilé récidiveront dans les 4 ans, avec un risque de suicide à long terme estimé à 3 % à 7 % d'entre eux
Les diagnostics qui lui sont généralement associés comprennent la dépression et le trouble de la personnalité borderline. Les individus souffrant de troubles du comportement alimentaire, de troubles obsessionnels compulsifs, de phobies, de toxicomanie et les suicidaires ont un risque élevé de recourir à l'automutilation. Des formes particulières de l'automutilation, souvent plus graves, sont associées à l'autisme et à certaines psychoses. Les situations de guerre ou d'emprisonnement sont aussi des facteurs de risques majeurs. 
Les causes de l'automutilation, souvent difficiles à déterminer, varient grandement selon les cas. Deux facteurs principaux sont notés, mais loin d'être systématiques : les abus sexuels et des souffrances psychologiques/physiques (être critiqué ouvertement, ne pas avoir été encouragé, avoir été souffre-douleur ou tout autre comportement qui ont un impact direct sur l'estime de soi).
Les individus touchés sont principalement adolescents ou jeunes adultes. Malgré le nombre relativement élevé d'individus concernés, peu d'informations francophones pertinentes sont disponibles sur ce sujet[réf. nécessaire].

### Différences selon le sexe et/ou l'âge
Certains chercheurs estiment qu'il n'y aurait pas de différence sur la fréquence de l'automutilation entre les hommes et les femmes, d'autres concluant au contraire que les femmes y étaient quatre fois plus exposées que les hommes. Il est possible, que — comme pour l'autisme — les femmes cachent mieux que les hommes ce comportement, par exemple avec moins d'automutilation aussi visibles que se frapper la tête ou le visage, ou avec des actes pouvant facilement être expliqué ou caché en diverses circonstances,.
Le réseau européen de l'OMS sur la prévention du suicide, établi en 1989, démontre que, pour chaque tranche d'âge, les risques sont les plus élevés chez les femmes, avec un très haut risque chez les 13–24 ans, tandis que, parmi les hommes, les risques sont les plus élevés chez les 12–34 ans.

### Prison
L'automutilation est significativement plus présente en prison que dans la population générale. Ainsi, selon une étude menée dans les prisons marocaines, le taux d'automutilation double chez les personnes condamnées à perpétuité, et les personnes incarcérées de façon répétée sont aussi plus susceptibles — à 33% — de s'automutiler.
De nombreux facteurs en prison, tels que l'isolement, la surpopulation, la rupture des relations sociales et familiales, la violence et l'abus de substances, peuvent entraîner une détérioration de la santé mentale et, par conséquent, des actes d'automutilation. Certains prisonniers peuvent utiliser l'automutilation pour éviter les confrontations physiques et convaincre les autres prisonniers qu'ils sont dangereusement fous et insensibles à la douleur, ou pour obtenir la protection des gardes.
Ce comportement de "passage à l'acte", tout comme le comportement suicidaire, peut être perçu comme socialement inapproprié ou déraisonable, et laisser supposer une certaine témérité de l'individu, voire une potentielle dangerosité pour lui et éventuellement pour les autres. La personne, , notamment chez l'adulte peut sembler moins sensible au conformisme social voire anti-sociale, et ne pas avoir une conduite raisonnée[réf. nécessaire].

## Traitements
Des années 1990 aux années 2010, il n'y a pas de consensus sur l'efficacité à long terme des  traitements psychosociaux et physiologiques de l'automutilation. Parfois, surtout chez des patients atteints de trouble de la personnalité, le traitement est pas ou peu efficace, les cliniciens préfèrent donc souvent faire une approche par TDB pour minimiser le comportement en lui-même. En cas de mutilations sévères, la personne est hospitalisée dans un service psychiatrique, à la suite de son instabilité et d'une incapacité, à ce stade, à trouver une quelconque aide. Selon une revue d'étude (2015), la thérapie cognitive associée aux soins habituels semble plus efficace pour réduire la répétition de l’automutilation chez les adolescents et les adultes (par rapport aux soins habituels seuls).
Dans tous les cas, un bon diagnostic des causes de l'automutilation doit guider le traitement. 
Les traitements varient selon les troubles psychiatriques et de la personnalité et autres causes sous-jacents à l'acte d'automutilation, qui peuvent par exemple être la dépression et/ou d'autres troubles psychologiques. La dépression clinique modérée ou sévère peut bénéficier de traitements par antidépresseurs. Une thérapie cognitive comportementale peut aider les patients atteints de symptômes d'axe I, comme, outre la dépression, la schizophrénie et le trouble bipolaire. Une thérapie comportementale dialectique (TDB) peut considérablement aider les individus atteints de troubles de la personnalité, et peut aider les individus qui s'automutilent atteints d'un autre trouble mental. 
L'automutilation peut être motivée par un besoin d'attention, dans le contexte d'un mal-être social. Elle exprime parfois le besoin d'obtenir quelque chose que la personne est incapable d'obtenir par elle-même (comme le fait de simplement demander). Dans ces cas, le traitement vise à enseigner un comportement alternatif aboutissant au résultat souhaité lors de l'automutilation,,.

### Techniques
Plusieurs techniques permettent d'efficacement apprendre à un patient à adopter un comportement alternatif à l'automutilation. Ces techniques, qui occupent principalement l'esprit, peuvent inclure la lecture, la marche, pratiquer un sport ou être entouré d'amis ou de proches quand le besoin de s'automutiler s'exprime à nouveau. Le retrait d'objets permettant l'automutilation peut aussi aider à résister à ce besoin. Des méthodes sécurisées et alternatives d'automutilation qui ne conduisent pas à des dommages physiologiques permanents peuvent également aider.

## Société et culture

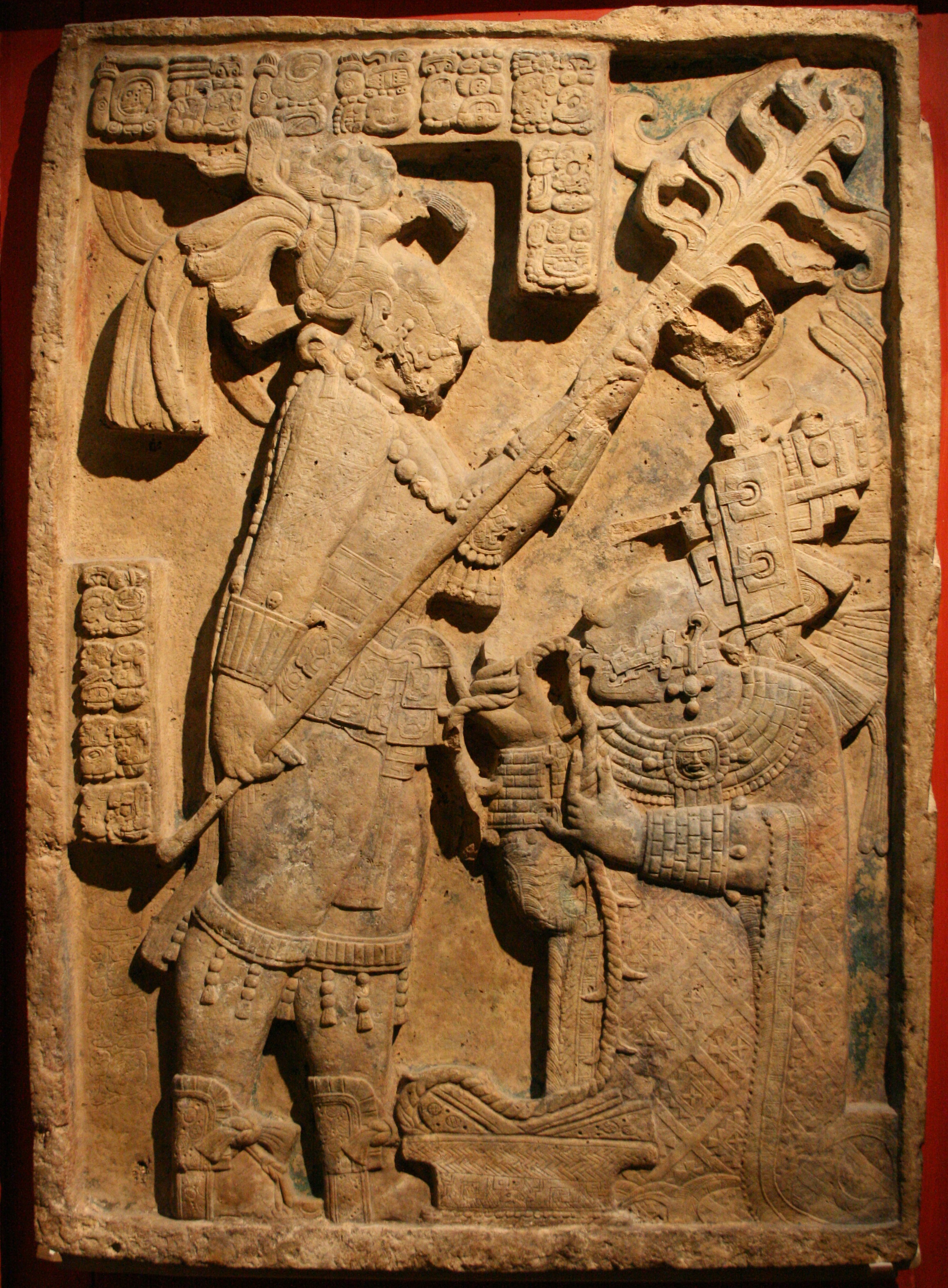
Le linteau 24 de Yaxchilan montre un exemple de pratique rituelle de l'autosacrifice dans la civilisation maya : Dame Xoc y est représentée en train de faire passer à travers sa langue une corde hérissée de lames d'obsidienne afin d'imbiber de son sang du papier dont l'incinération lui servira ensuite à invoquer le Serpent-vision.

L'automutilation est connue pour avoir été pratiquée rituellement dans diverses cultures, dont civilisations mésoaméricaines, où il était fréquent de s'automultiler pendant le rituel de l'autosacrifice, notamment en faisant couler le sang de sa langue ou de son sexe, ou en Afrique ; les scarifications (parfois associées à d'autres formes de modifications corporelles) sont alors des éléments de rites de passage à l'âge adulte, qui contribuent à la construction d'une identité.
Pour le sociologue et anthropologue David Le Breton, auteur de trois ouvrages, « Adolescence et conduites à risque » (2002), « La Peau et la Trace » (2004) et « En souffrance. Adolescence et entrée dans la vie » (2007) portant sur le corps au regard des conduites à risque et de la souffrance sociale, l'automutilation (qui est le plus souvent la scarification de la peau, cette « enveloppe narcissique ») n'est pas une pathologie en soi, mais l'un des symptômes d'une souffrance plus profonde. Elle peut notamment être :
- le moyen de gérer une souffrance psychique intense, en transformant une douleur morale et intérieure en une douleur physique, plus concrète et donc au moins momentanément plus facile à maîtriser. La personnes reprend ainsi du contrôle sur un corps et sur une existence douloureusement subis.
- un moyen de transgressivement tester ses propres limites face à la douleur physique (voire à la mort), en défiant les normes sociales pour mieux se sentir exister ;
- une forme d'appel lancé à l'entourage, face à une souffrance que les mots ne parviennent pas à dire.

Il ne faut donc pas stigmatiser les personnes qui s'automutilent, mais leur offrir une écoute et un accompagnement adapté. 

## Médias

### Livres
Dans le livre Sur ma peau de Gillian Flynn paru en 2007, l'auteur utilise comme trame de fond de son thriller le fait que le personnage principal s'est scarifié dans son adolescence. Au cours du roman, elle découvre les motivations qui l'ont poussé à s'inscrire des mots sur les bras.
Le manga Life, de Keiko Suenobu, l'héroïne se sert de l'automutilation pour évacuer son anxiété et son sentiment de culpabilité. Ce fait sera utilisé contre elle lorsqu'elle sera victime de harcèlement sexuel, le harceleur menaçant alors de le révéler à ses amies et à sa famille.

### Films et séries
Dans le film Dans ma peau de 2002, Marina de Van montre la quête d'Esther qui tente de se réapproprier son corps par l'automutilation. Selon Nicolas Azalbert, critique aux Cahiers du Cinéma, « [l]'automutilation à laquelle s'adonne le personnage d'Hélène (non pas interprété mais incarné par Marina de Van) ne consiste pas, dans une tendance suicidaire, à retourner contre soi sa force corporelle mais à la retrouver pour soi ».
Pour sa part, dans La Secrétaire, Steven Shainberg utilise comme trame de fond une jeune femme qui se mutile pour oublier les douleurs que lui inflige la vie. « Lee [le personnage principal] matérialise sa douleur face à l'angoisse du monde en s'automutilant. Elle voit ainsi la douleur sortir d'elle puis disparaître au fur et à mesure de la cicatrisation de la plaie ».
Dans le film Fight Club, de David Fincher, paru en 1999, le personnage principal se passe à tabac lui-même à plusieurs reprises dans le film, notamment, ce qui pourra être assimilé à de l'automutilation, en guise de catharsis, ou pour obtenir quelque chose d'un autre personnage.
Dans le film Les Banshees d'Inisherin (2022), un des personnages principaux s'automutile à la force à tondre (les moutons).
Dans la série télévisée Ginny & Georgia, Ginny s'automutile en se brûlant avec un briquet.

## Chez les animaux

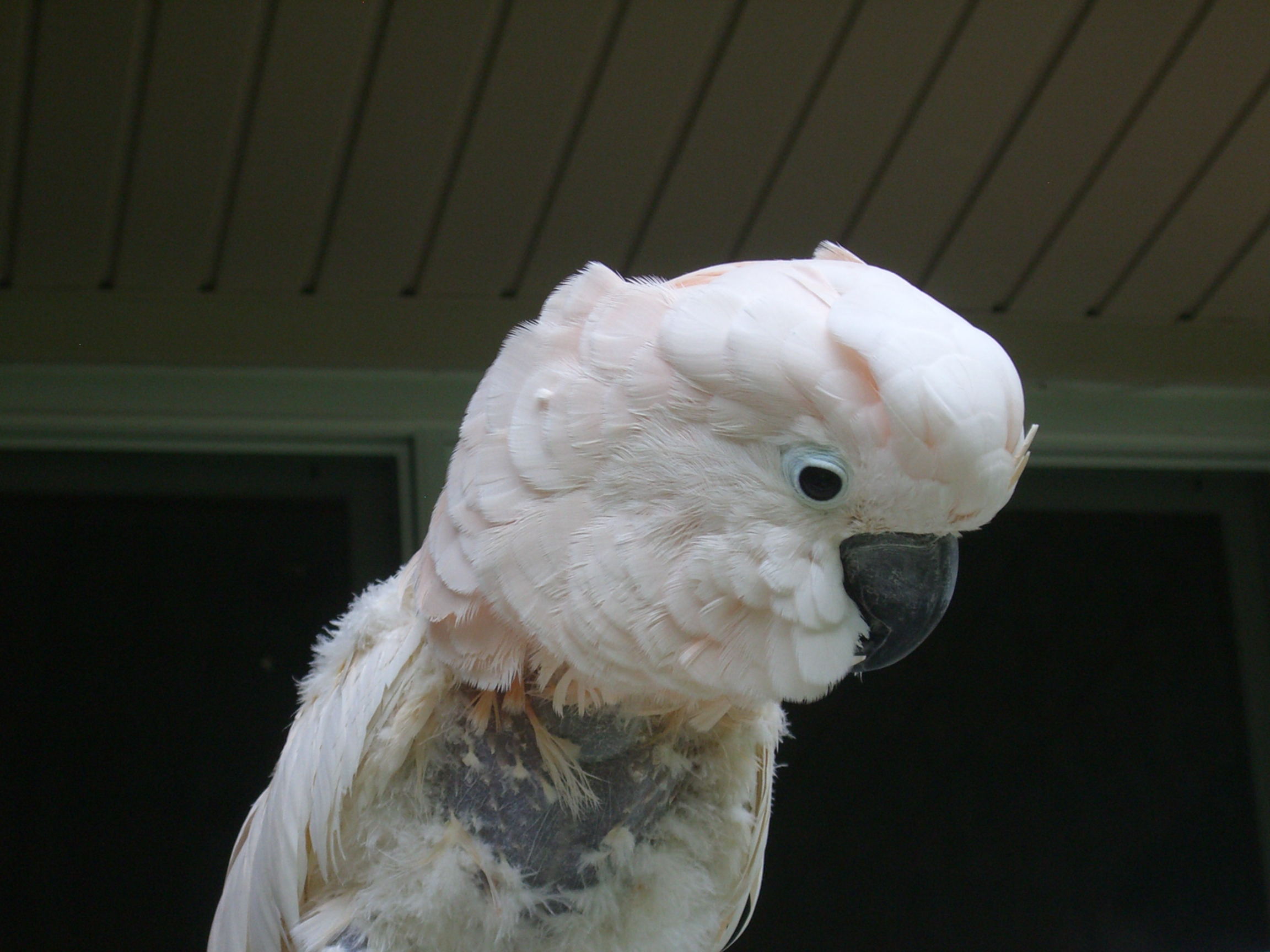
Picage chronique chez le cacatoès en captivité.

L'automutilation est observé hors de l'espèces humaine : 
- les singes, par exemple la pratiquent en contexte de captivité[5],[6], dans les cages de zoo, d'élevages ou de laboratoires, et en situation d'isolement contrait, y compris chez des mammifères comme les macaques[5].
- En conditions expérimentales, des petits mammifères, animaux de laboratoires, peuvent s'automutiler après l'administration de certaines substances[5].
- Chez les chiens, un trouble obsessionnel-compulsif (TOC) peut entraîner des blessures auto-infligées, par exemple le granulome de léchage[83].
- Les oiseaux en captivité ou dans les élevages industriels sont souvent engagés dans un picage chronique, causant une perte de plumage, allant jusqu'à la mutilation de leur peau et de tissus musculaires[4].